# M110A1 (снайперская винтовка)
M110A1 это американская самозарядная снайперская винтовка под патрон 7,62×51 мм NATO. Производится компанией Heckler & Koch и разработана на основе HK417. Аналогична по конфигурации с винтовкой G28 Бундесвера.
Термин M110A1 относится к M110A1 CSASS (Compact Semi Automatic Sniper System) или M110A1 SDMR (Squad Designated Marksman Rifle). Несмотря на обозначение, аналогичное снайперской винтовке M110 SASS, M110A1 не связана с ней конструктивно, поскольку первая была разработана на базе винтовки SR-25. Ожидалось, что M110A1 CSASS заменит M110 на службе США, но, похоже что, по состоянию на 2022 год этого так и не произошло. Однако несколько тысяч M110A1 SDMR были поставлены на вооружение Армии и ВВС США для замены различных снайперских винтовок, используемых в настоящее время.

## Конструкция

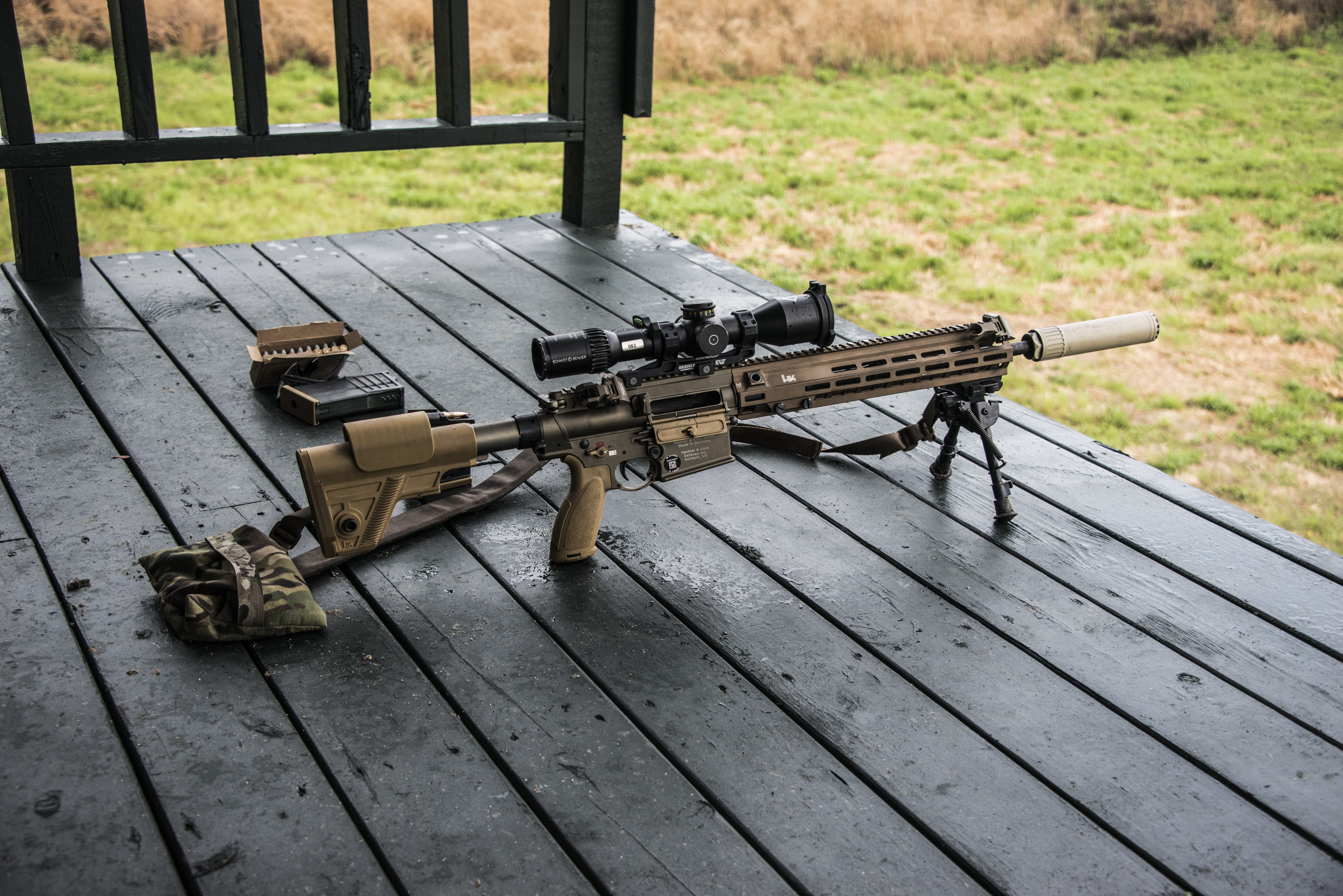
M110A1 в конфигурации CSASS

M110A1 CSASS и SDMR являются вариантами немецкой винтовки HK417, которая представляет собой вариант платформы AR-10 с короткоходным газовым поршнем, заимствованным у HK G36. По сравнению с G28, в M110A1 используется алюминиевая верхняя ствольная коробка вместо стальной, чтобы соответствовать требованиям по весу: 3,8 кг в неснаряжённом виде и 6,8 кг в снаряжённом.
Винтовка способна использовать патрон калибра 7,62-мм M80A1, а также более новые усовершенствованные бронебойные патроны M1158, которые могут пробить современные бронежилеты.  M110A1 оснащен направляющим цевьём производства Geissele с направляющими M-LOK, регулируемым двухступенчатым спусковым крючком Geissele, креплением для оптики Geissele, глушителем OSS SRM6, а также сошками и креплением Harris 6-9.
M110A1 SDMR отличается от CSASS оптикой и типом приклада. Вариант SDMR оснащён оптическим прицелом SIG Sauer TANGO6 1–6x24, а вариант CSASS — оптическим прицелом Schmidt & Bender 3–20×50 PM II Ultra Short.

## Операторы
- США: Армия, ВВС и Корпус морской пехоты.